# Viola savatieri
Viola savatieri là một loài thực vật có hoa trong họ Hoa tím. Loài này được Makino miêu tả khoa học đầu tiên năm 1902.